# Festival de Málaga 2013
La 16ª edición del Festival de Málaga se celebró del 20 al 27 de abril de 2013 en Málaga, España.

## Jurados

### Sección oficial
- Joaquín Oristrell
- Natalia Verbeke
- Ignacio Martínez de Pisón
- Inés París
- Lorenzo Saval
- Verónica Echegui
- Fernando Sokolowicz

### Documentales
- Elena Oroz
- David Muñoz
- Albert Solé

## Palmarés
- Biznaga de Oro a la mejor película: 15 años y un día, de Gracia Querejeta
- Biznaga de Plata. Premio Especial del Jurado: Ayer no termina nunca, de Isabel Coixet
- Biznaga de Plata a la mejor dirección: Rodrigo Sorogoyen, por Stockholm
- Biznaga de Plata a la mejor actriz: Ex aequo a Candela Peña, por Ayer no termina nunca y Aura Garrido, por Stockholm
- Biznaga de Plata al mejor actor: Mario Casas, por La mula
- Biznaga de Plata a la mejor actriz de reparto: A todo el elenco femenino de Casting: Esther Rivas, Beatriz Arjona, Marta Poveda, Ruth Armas, Carmen Mayordomo y Natalia Mateo.
- Biznaga de Plata al mejor actor de reparto: A todo el elenco masculino de Casting: Javier López, Ken Appledorn, Nay Díaz, Daniel Pérez y Juan Rabonet
- Biznaga de Plata al mejor guion: Gracia Querejeta y Antonio Santos Mercero, por 15 años y un día
- Premio “Alma” al mejor guionista novel: Isabel Peña y Rodrigo Sorogoyen, por Stockholm
- Biznaga de Plata a la mejor banda sonora original: Pablo Salinas, por 15 años y un día
- Biznaga de Plata a la mejor fotografía ‘Premio Deluxe’: Jordi Azategui, por Ayer no termina nunca
- Biznaga de Plata al mejor montaje: Jordi Azategui, por Ayer no termina nunca
- Biznaga de Plata del Público 'Gas Natural Fenosa': Diamantes negros, de Miguel Alcantud
- Biznaga de Plata al Premio de la Crítica: 15 años y un día, de Gracia Querejeta
- Mención especial del Jurado de la Crítica: Stockholm de Rodrigo Sorogoyen

### Documental
- Biznaga de Plata al mejor documental: A la sombra de la cruz de Alessandro Pugno
- Biznaga de Plata segundo premio al mejor documental: Palabras mágicas (para romper un encantamiento) de Mercedes Moncada Rodríguez.
- Biznaga de Plata Premio Especial del Jurado: El impenetrable de DanieleIncalcaterra y Fausta Quattrini
- Biznaga de Plata Premio del Público: Pepe el andaluz de Alejandro Alvarado y Concha Barquero

## Premiados
- Premio Retrospectiva: Álex de la Iglesia
- Premio Málaga: José Coronado
- Premio Ricardo Franco: Sara Bilbatua
- Premio Eloy de la Iglesia: Manuel Martín Cuenca